# Batalla de Popasna
La batalla de Popasna va ser un enfrontament militar durant la campanya de l'est d'Ucraïna com a part de la batalla del Donbàs, la batalla va començar el 3 de març de 2022, i va acabar el 7 de maig de 2022.
La presa de la ciutat va provocar una ruptura en les defenses ucraïneses, permetent-li als russos continuar el seu avanç i posterior captura de les ciutats de Sivierodonetstk i Lissitxansk.

## Preludi
Popasna és un important centre regional amb molts encreuaments de carreteres clau per a les forces separatistes durant la guerra a Donbàs i l'avanç rus durant la campanya d'Ucraïna Oriental com a part de la invasió russa d'Ucraïna. Al llarg dels anys del conflicte del Donbàs s'havien produït batalles prolongades, amb freqüents enfrontaments entre les forces ucraïneses i separades cada any, abans de la invasió a gran escala de Rússia a principis de 2022, les forces ucraïneses tenien una sèrie d'assentaments al voltant de l'aglomeració, incloent-hi la ciutat en si, els pobles de Troitske i Novooleksandrivka, i les ciutats d'Hirskè, Novotóixkivske i Zolotè. Abans de la invasió, la ciutat tenia una població aproximada de 22.000 habitants.

## Batalla
Els enfrontaments per a la ciutat fortament fortificada van començar al voltant del 3 de març de 2022. Regionalment, les tropes de la República Popular de Luhansk i les Forces Armades russes van avançar i van capturar Kreminnà més al nord el 19 d'abril. Més tard van començar a avançar cap a Popasna en l'eix sud i Rubijne al llarg de l'eix sud.
A mitjan abril, les tropes russes i de la RPL van llançar atacs d'artilleria i aeris sobre les posicions ucraïneses a la zona de Popasna. A mesura que els enfrontaments i els bombardejos van continuar, els civils que vivien a les zones de primera línia van fugir als soterranis per refugiar-se. No obstant això, el 18 d'abril, segons l'Institut per a l'Estudi de la Guerra, l'exèrcit rus estava fent pocs progressos sobre el terreny. Segons fonts prorusses, les forces russes-RPL van llançar més bombardeigs d'artilleria i míssils a la regió el 20 d'abril després dels contraatacs ucraïnesos nocturns. El mateix dia, el líder txetxè Ramzan Kadírov va afirmar que Hennadii Shcherbak, un "nacionalista ucraïnès que va col·laborar amb instructors de l'OTAN" va ser assassinat a Popasna.
El 21 d'abril, la 24a Brigada Mecanitzada d'Ucraïna, una de les principals unitats que defensaven el sector, va afirmar haver matat el que semblava ser una unitat de 25 homes de mercenaris estrangers prorussos en enfrontaments nocturns a Popasna i els seus voltants. Oleksiy Danilov, cap del Consell de Seguretat Nacional d'Ucraïna, va dir que els documents d'identificació libis i sirians es van recuperar suposadament dels cossos de la unitat. La 24a Brigada Mecanitzada va dir que havia repel·lit amb èxit el seu assalt i va suggerir que els militants eren lluitadors estrangers de la companyia militar privada Grup Wagner i ciutadans russos d'origen rural. Danilov va dir que Popasna va romandre sota el control ucraïnès, però el president de l'Administració Regional de Luhansk, Serhiy Haidai, va dir que els intensos combats van continuar per la ciutat.
El 22 d'abril, Serhiy Haidai va declarar que l'exèrcit rus havia fracassat a Popasna i Rubizhne. Al mateix temps, Haidai va dir que les tropes russes i RPL controlaven el 80% del territori de Luhansk. No obstant això, dues setmanes més tard, el 7 de maig, la ciutat va ser capturada per les forces mercenàries russes del Grup Wagner. La ciutat havia estat devastada pels combats i els txetxens Kadírovtsi eren sospitosos d'haver participat en l'última fase de la batalla. Haidai va confirmar que les tropes ucraïneses s'havien retirat.
El 7 de maig, Haidai va dir inicialment al seu canal de Telegram que els russos controlaven només la meitat de la ciutat, però més tard va admetre que les forces ucraïneses s'havien retirat de Popasna. Les avaluacions occidentals consideraven que Popasna estava totalment sota control rus. Segons el canal prorús de Telegram RIA FAN, les forces russes i RPL van començar a establir un nou govern recolzat per Rússia a la ciutat i van continuar avançant cap a l'oest com a part de l'ofensiva més gran.